# Laurence Bidaud
Laurence Bidaud, née le 22 mars 1968 à Lausanne, est une joueuse suisse de curling notamment médaillée d'argent aux Jeux olympiques d'hiver de 2002.

## Carrière
Pendant sa carrière, Laurence Bidaud participe cinq fois aux championnats du monde où elle remporte l'argent en 2000 et le bronze en 1992 et en 2004. Elle prend également part à trois championnats d'Europe, où elle remporte à chaque fois une médaille : l'argent en 2003 et le bronze en 1999 et en 2001. Bidaud participe une fois aux Jeux olympiques, en 2002 à Salt Lake City aux États-Unis avec Luzia Ebnöther, Tanya Frei, Mirjam Ott et Nadia Röthlisberger. Elle est médaillée d'argent après une défaite en finale contre les Britanniques.